# 恋は戦い!
『恋は戦い！』（こいはたたかい）は、テレビ朝日系列の『木曜ドラマ』枠（毎週木曜日21:00 - 21:54、JST）で2003年1月9日から3月13日まで放送された日本のテレビドラマ。主演は本上まなみ。
マガジンハウス『Hanako』とのタイアップにより企画・制作されたドラマで、日本版『セックス・アンド・ザ・シティ』を彷彿とさせる作品であった。本作の挿入歌などを集めたコンピレーション・アルバム『LOVE & FIGHT』も発売され、話題となった。

## キャスト

### 主要人物
- 高盛ハナコ（バツイチ・フリーライター） - 本上まなみ
- 神谷杏子（弁護士） - 坂井真紀
- 宇佐美希里子（動物行動学者・恋愛カウンセラー） - 室井滋
- 木下ゆかり（派遣社員） - 宝生舞

### 主要人物の関係者
- 吉岡（ハナコの元旦那） - 大浦龍宇一
- 小暮一矢（ホスト） - 姜暢雄
- 麻生真介（宇佐美の助手） - ふかわりょう
- 三沢洋介（路上書道家） - 井坂俊哉

### Hanako編集部
- 伊集院豪（専属カメラマン） - 松岡充
- 浅野理絵（マガジンハウス専属ライター） - 滝沢沙織
- 芥川圭介（編集長） - 伊原剛志
- 及川美樹（デスク） - 川津春
- 高木（専属カメラマン） - 須賀貴匡

### 高盛家
- 高盛光一（ハナコの父） - 河原さぶ
- 高盛花枝（ハナコの母） - 市毛良枝
- 高盛美香（ハナコの妹） - 河村和奈

### その他
- 徳永晴彦（洋介の友人・商社マン） - 友井雄亮
- 沢田弁護士 - 伊藤高史
- 矢野（ダンスインストラクター） - 松田悟志
- ダンスインストラクターから紹介されたデブ　- 六車勇輝

## スタッフ
- 脚本 - 尾崎将也、相内美生、さわだみきお
- 演出 - 片山修（泉放送制作）、徳市敏之（アズバーズ）、田村直己（テレビ朝日）
- プロデュース - 佐々木基（テレビ朝日）、遠谷信幸（電通）、千野毅彦
- 制作 - テレビ朝日

## 主題歌
- ABBA「ダンシング・クイーン」

## 放送日程
| 各話                                                      | 放送日        | サブタイトル               | 演出     | 視聴率 |
| --------------------------------------------------------- | ------------- | -------------------------- | -------- | ------ |
| Round1                                                    | 2003年1月09日 | バツイチVS30女VS駄男好き   | 片山修   | 9.1%   |
| Round2                                                    | 2003年1月16日 | 仮面夫婦女の本音VS男のウソ | 片山修   | 8.1%   |
| Round3                                                    | 2003年1月23日 | 凍死寸前密室キスと疑惑の夜 | 徳市敏之 | 7.5%   |
| Round4                                                    | 2003年1月30日 | 二股の恋純情な恋           | 徳市敏之 | 6.3%   |
| Round5                                                    | 2003年2月06日 | せつない恋してますか？     | 片山修   | 6.3%   |
| Round6                                                    | 2003年2月13日 | ラブストーリーは突然に…    | 田村直己 | 6.1%   |
| Round7                                                    | 2003年2月20日 | 急展開…片思いの結末！      | 徳市敏之 | 6.4%   |
| Round8                                                    | 2003年2月27日 | 女の人生最大の決断         | 片山修   | 6.3%   |
| Round9                                                    | 2003年3月06日 | NYへ…最後のプロポーズ      | 田村直己 | 5.5%   |
| Final Round                                               | 2003年3月13日 | 恋の奇跡!!                 | 片山修   | 5.4%   |
| 平均視聴率 6.7%（視聴率は関東地区・ビデオリサーチ社調べ） |               |                            |          |        |